# Schloss Lautrach

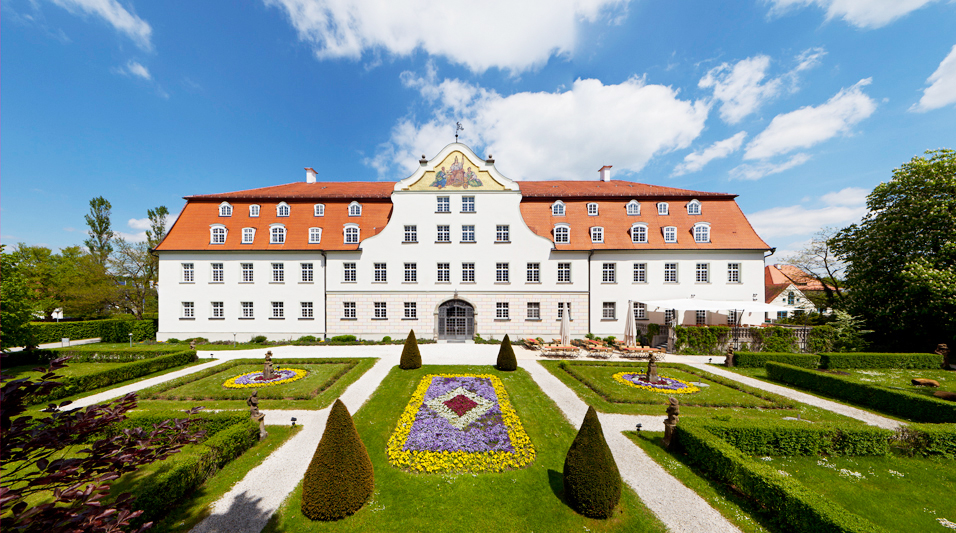
Schloss Lautrach

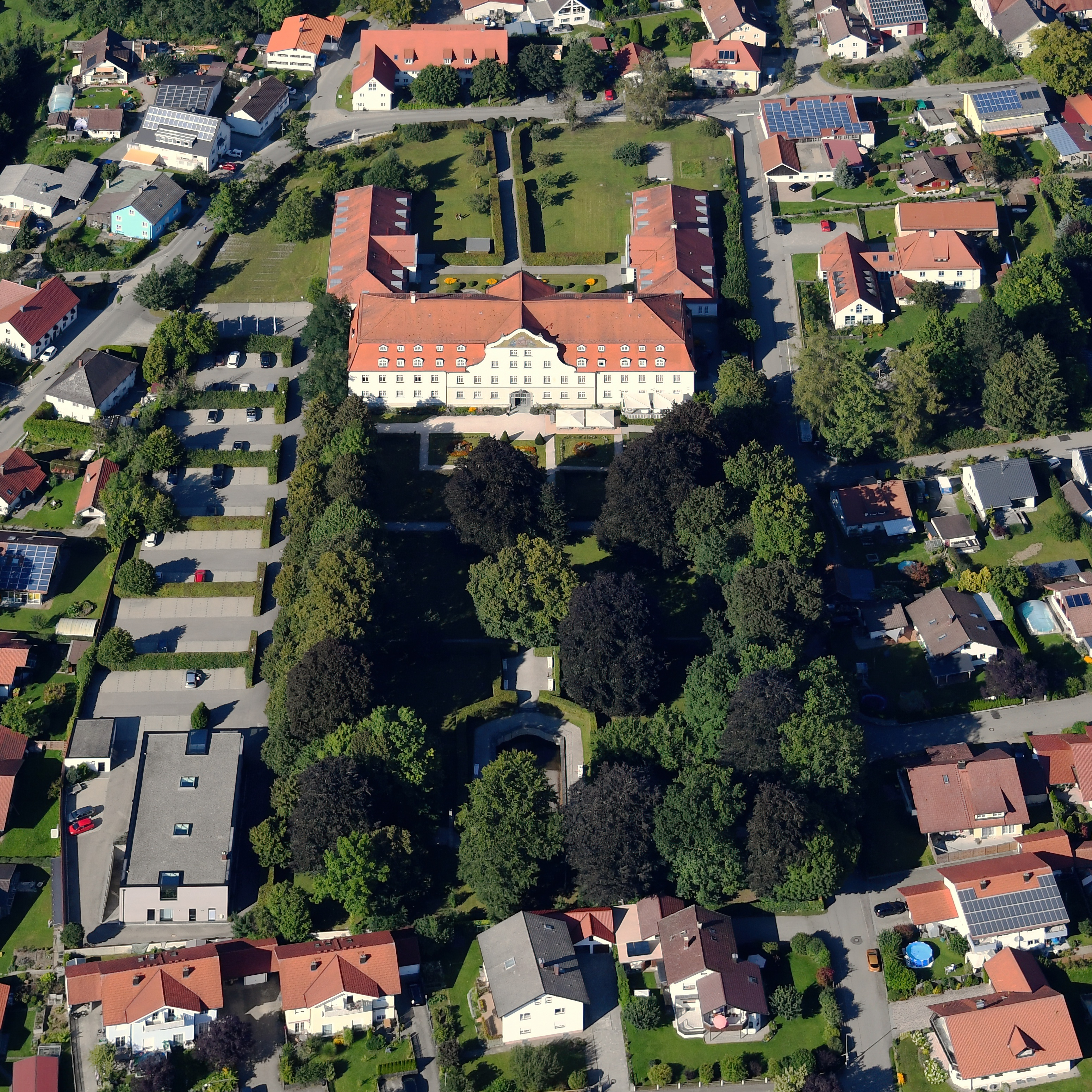
Luftbild des Schlosses und des Schlossparks

Schloss Lautrach, auch Neues Schloss Lautrach, ist ein Schloss in Lautrach im schwäbischen Landkreis Unterallgäu, das heute als Tagungsstätte genutzt wird.

## Geschichte
In Lautrach befand sich einer der ältesten Rittersitze in Schwaben. Der mittelalterliche Burgstall Altenlauternach war seit 1164 Sitz des Heinrich von Lauternach. Der Ortsadelsfamilie der Lauternacher folgten 1417 die Herren von Landau. Im Dreißigjährigen Krieg wurden der Ort und das Schloss niedergebrannt, durch die Herren von Muggenthal aber wieder aufgebaut. Das Schloss kam schließlich 1645 an das Fürststift Kempten. 1780 brannte erneut der größte Teil des (Alten) Schlosses ab.
Von 1781 bis 1783 ließ daher der damalige Fürstabt von Kempten, Honorius Roth von Schreckenstein, das Neue Schloss Lautrach als Propstei und Jagdschloss errichten. 1803 wurde nach der Säkularisation das Kurfürstentum Bayern der neue Besitzer der beiden Schlösser, der das Neue Schloss 1805 an den französischen Grafen Jean-Luis Firmas-Perier versteigerte. Ihm verdankt das Neue Schloss den kleinen Theatersaal mit den wertvollen handbedruckten Bild-Tapeten aus der Tapetenmanufaktur Dufour, Paris. 1814 kaufte Firmas-Perier auch das kleine alte Schlösschen. Nach dem Tod von Firmas-Perier kaufte 1831 Freiherr von Speth die Gebäude. 1838 gingen sie an den katholischen Priester Josef Deybach, der sie mit Unterstützung des Barons Vequel auf Kronburg erwarb. Deybach eröffnete mit seiner Schwester eine Erziehungsanstalt für höhere Töchter. 1840 wurde auch ein Knabeninstitut eröffnet. Dazu ließ Deybach auf den Ruinen des alten Schlosses ein neues Institutsgebäude errichten. Die beiden Institutionen wurden weit über die Grenzen des Landes bekannt. Seit 1869 war das neue Schloss im Besitz der Herrschaft Zeil. 1889 erwarben die Wagnerschen Anstalten von Dillingen (heute Regens-Wagner-Stiftung) das verbliebene Erbe Deybachs. Sie sind noch heute im Besitz des Institutsgebäudes auf dem Gelände des alten Schlosses.
Ab 1921 war Hermann Anschütz-Kaempfe, Polarforscher und Erfinder des Kreiselkompasses, Besitzer des Neuen Schlosses. Er ließ es renovieren und stellte es dann als Erholungsheim für Professoren und Studenten zur Verfügung. Er hielt hier mit von ihm ausgewählten Wissenschaftlern sogenannte „Fakultätssitzungen“ ab, so etwa mit Karl von Frisch, Wilhelm Wien, Richard Willstätter, Albrecht Kossel, Arnold Sommerfeld und Albert Einstein. An Albert Einstein schrieb er in einem Brief:

„[…] Wissen Sie schon, dass ich für die Universität hier in nächster Nähe Ihrer Heimat ein verträumtes altes Schloss erworben habe, das allen Freunden von der philosophischen Fakultät in erster Linie offen stehen soll. Da dürfen Sie nicht fehlen. Wir wollen im nächsten Sommer womöglich im August, wenn es meine Arbeit zulässt, zum erstenmal dorthin. Die Gegend ist so unbereist von Berlinern, wie es in Bayern nur denkbar ist. Schloss und Grund ist in Lautrach bei Memmingen. […]“

Anschütz-Kaempfe vererbte das Neue Schloss 1931 der Ludwig-Maximilians-Universität München, die es 1966 an die Wagnerschen Anstalten von Dillingen verkaufte. 1989 wurde Schloss Lautrach zu einem Managementzentrum und Tagungshotel umgebaut und 1993 als „Management Centrum Schloss Lautrach“ offiziell eröffnet. Es gehört heute zu den führenden Weiterbildungsinstituten mit eigenem Vier-Sterne-Tagungshotel in Deutschland. Die beiden Gesellschafter sind die IHK Schwaben und das Kolping-Bildungswerk in der Diözese Augsburg.

## Baubeschreibung
Vom Alten Schloss sind keine Reste vorhanden.
Das Neue Schloss ist ein dreigeschossiger, langgestreckter Bau mit Mansardwalmdach und Mittelrisaliten mit Schweifgiebeln. Das Schloss umgibt ein Hofgarten.